# René Buthaud
René Buthaud, né à Saintes le 14 décembre 1886 et mort à Bordeaux le 4 décembre 1986, est un peintre et céramiste français.

## Biographie
De 1903 à 1907, René Buthaud suit les cours à l'École des beaux-arts de Bordeaux où il est l'élève du peintre Paul Quinsac. Par ailleurs, il effectue un apprentissage de graveur sur orfèvrerie dans un atelier bordelais situé rue de Grassi. Puis, de 1909 à 1913, il suit les cours à l'École des beaux-arts de Paris où il travaille sous la direction du peintre Gabriel Ferrier. Il y étudie la peinture et la gravure en taille-douce.
Mobilisé de 1914 à 1918, lors de la Première Guerre mondiale, il s'interesse à son retour à la technique de la céramique. Il expose aux salons des Artistes Décorateurs et d'Automne et obtient en 1920, le Prix Blumenthal. A l'Exposition internationale des Arts décoratifs de 1925, il est Hors concours et membre du Jury.
Parallèlement à des personnalités comme Ernest Chaplet, Auguste Delaherche, Jean Carriès, Émile Lenoble, Émile Decœur ou Jean Mayodon, René Buthaud fut l'un des rénovateurs de la céramique qui, dès le milieu du XIXe siècle et en marge de la production industrielle, ont renoué avec la tradition artisanale de la grande céramique d'Extrême-Orient et du monde musulman. 

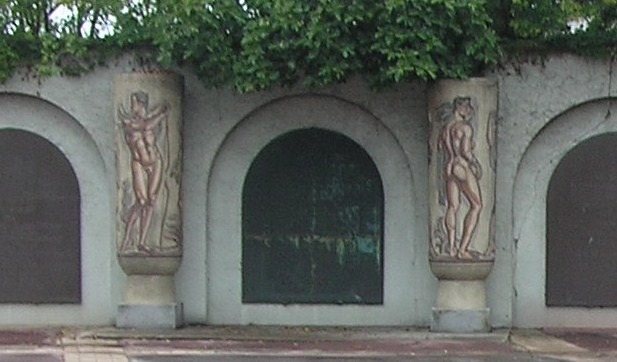
Vases dans le stade Chaban-Delmas, 1937.

Son œuvre céramique, de style Art déco, comprend essentiellement des faïences stannifères : coupes et vases ovoïdes, souvent décorés de portraits ou de silhouettes féminines, statuettes de baigneuses. Mais René Buthaud ne se limite pas à la céramique : il peint beaucoup, sur des supports très différents. Il produit des fixés-sous-verre comme Le Triomphe de Vénus, exemple de sujet antique revisité. Il dessine et réalise des mosaïques décoratives, comme celles de la cour d'honneur du stade municipal de Bordeaux (stade Chaban-Delmas) en 1937.
Le musée des arts décoratifs de Bordeaux rend hommage à René Buthaud dans un de ses espaces et conserve une cinquantaine de ses œuvres. Parmi celles qui sont exposées figurent des œuvres des années 1920-1930, comme le vase Africains halant un crocodile présenté à l’Exposition coloniale internationale de Paris en 1931.
Il enseigna à l'école des beaux-arts de Bordeaux.

Dans le bar à vin du CIVB, deux vitraux ont été réalisés par Chigot d'après des dessins de René Buthaud. L'un représente Bacchus triomphant au milieu des vendangeurs de Bordeaux, l'autre une allégorie de la ville de Bordeaux.

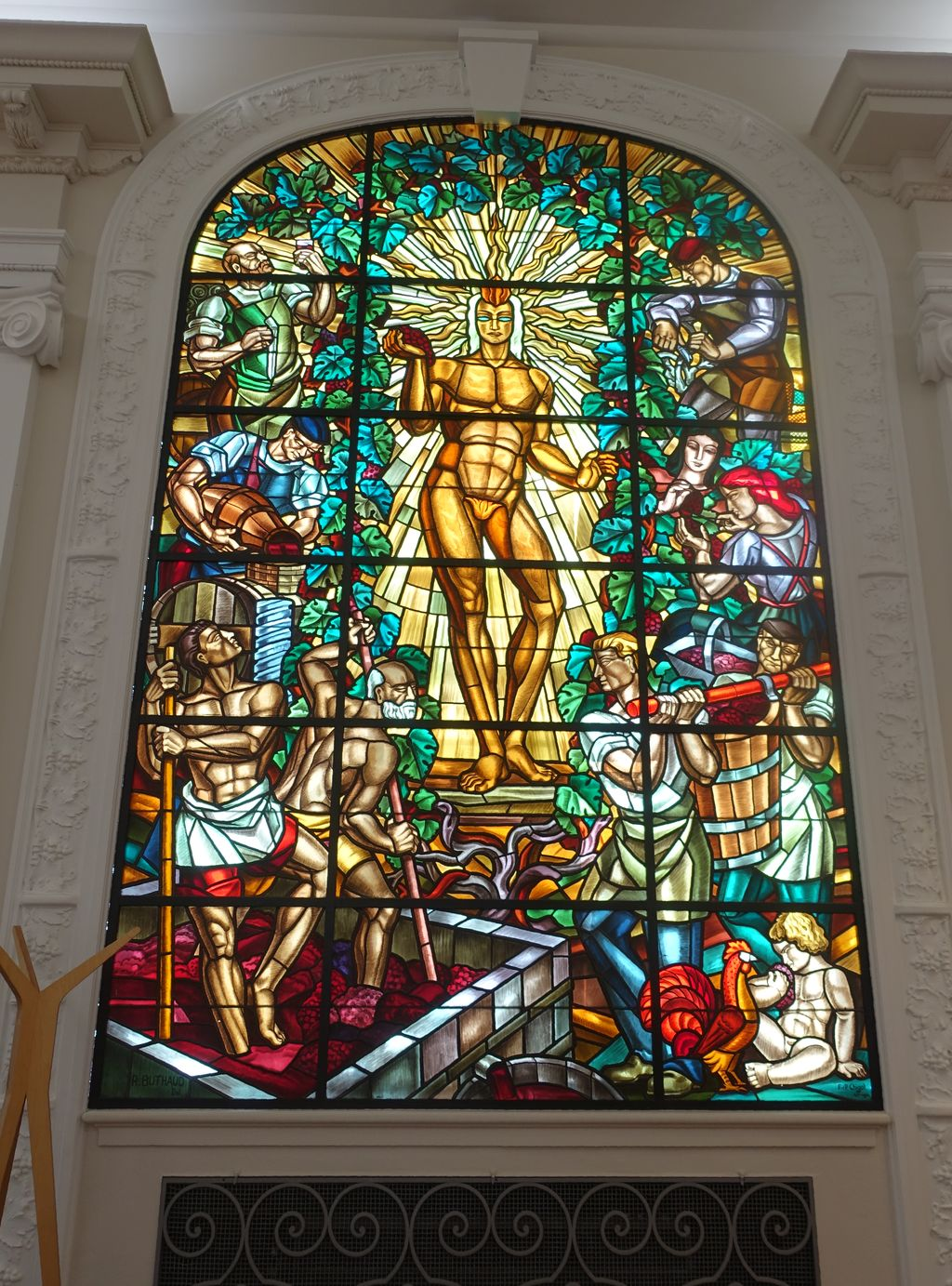
Vitrail « Le Triomphe de Bacchus ».
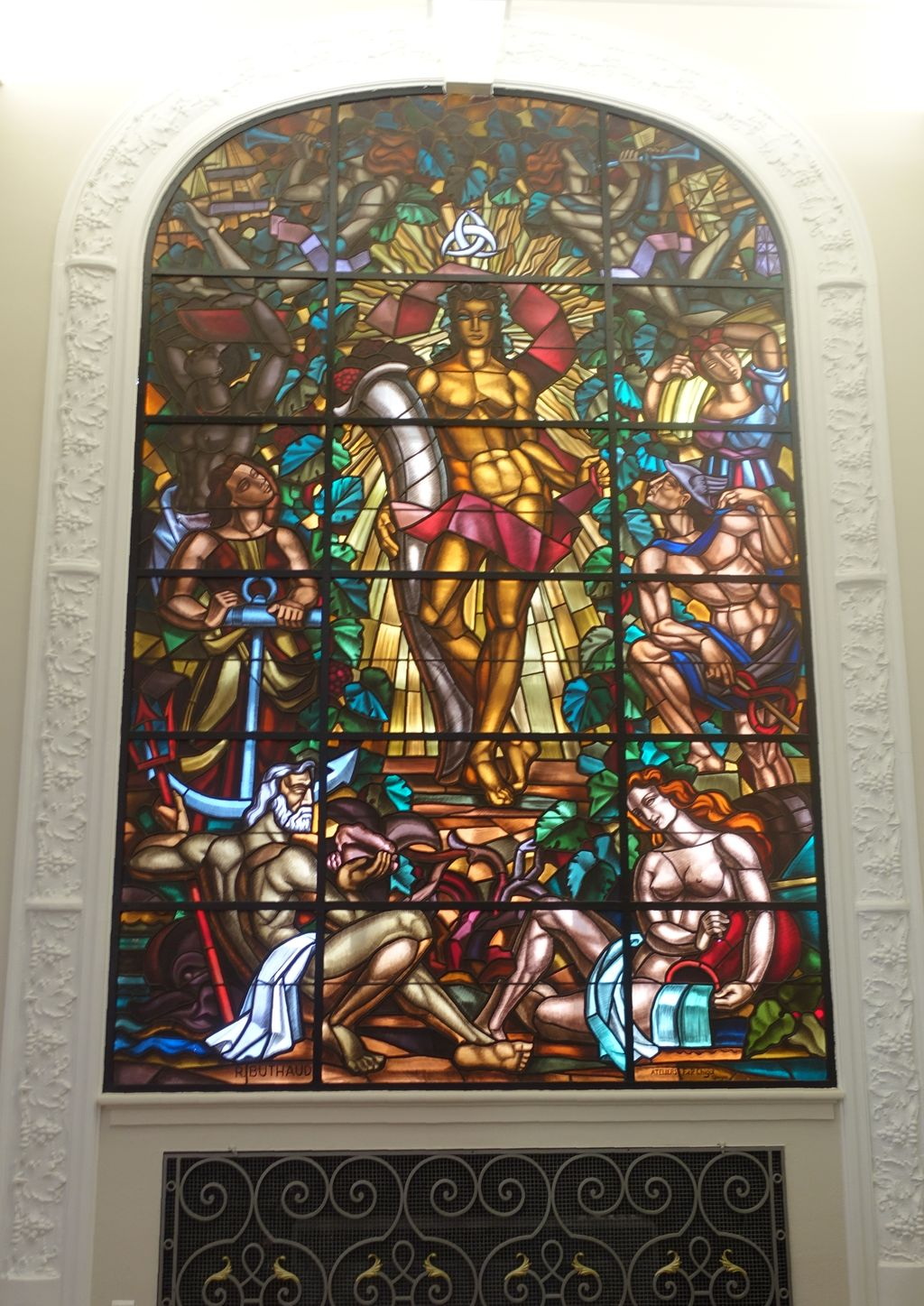
Vitrail « A la gloire de Bordeaux ».

## Collections publiques
- Stade Chaban-Delmas.
- Musée des arts décoratifs de Bordeaux

## Élèves
- Pierre Théron vers 1939 - 1942
- Dominique Piéchaud

## Hommages
Une rue du quartier de la Bastide à Bordeaux porte son nom.